# Wykładnia literalna
Wykładnia literalna (łac. interpretatio declarativa) – wykładnia prawa, której wynik pokrywa się z literalnym (dosłownym, „bezpośrednim”) znaczeniem zinterpretowanego tekstu prawnego.
Obranie wykładni literalnej może być podyktowane tym, że prawodawca powiedział dokładnie to, co chciał powiedzieć (idem dixit quam voluit).
Za punkt odniesienia może tu też zostać obrane nie dosłowne (literalne, „bezpośrednie”) znaczenie interpretowanego tekstu prawnego, ale możliwe znaczenie językowe tego tekstu.